# Котельниково (аеродром)
Котельниково — військовий аеродром, розташований західніше від міста Котельниково в Волгоградській області Росії. На аеродромі базується 213-а навчальна авіабаза (колишній 704-й навчальний авіаційний полк) оснащена літаками L-39.

## Історія
704-й навчальний авіаполк було створено в 1946 році на базі Качинського вищого військового авіаційного училища льотчиків. В 1954 полк перебазується до Котельниково.
З 1955 по 1958 на аеродромі була побудована асфальтно-бетонна злітно-посадкова смуга.
Курсанти полку до жовтня 1960 проходили навчання на літаках МіГ-15М, МіГ-15УТІ. 1967 полк розпочав навчання курсантів на надзвукових бойових літаках МіГ-21.
З 1991 полк розпочав навчання курсантів на навчальних літаках Л-39. Роботу полку забезпечували 864 окремий батальйон аеродромно-технічного забезпечення (військова частина 65228) та 1338 окремий батальйон зв'язку та радіотехнічного забезпечення (військова частина 40749).
4 листопада 2010 року директивою Міністра оборони Російської Федерації 704-й навчальний авіаційний полк та 864-й окремий батальйон аеродромно-технічного забезпечення та 1338-й батальйон радіотехнічного забезпечення переформовано у 213-ту навчальну авіаційну базу 2-го розряду та їй присвоєно умовну назву військова частина 55624.

### Російсько-українська війна
Восени 2022 з району аеродрому виконувались пуски ракет по території України.

## Катастрофи та інциденти
- 28 січня 2008 У ході виконання планових навчальних польотів у Краснодарському ВВАУЛ при зльоті сталася катастрофа літака Л-39. Пілот-інструктор 23-річний старший лейтенант Сергій Горшков від отриманих травм помер у лікарні міста Котельниково, а курсант Сергій Дедков, який катапультувався, отримав тяжкі травми. Причиною названо погану організацію польотів[5][6][7].